# Fairfield Glade
Fairfield Glade es un lugar designado por el censo ubicado en el condado de Cumberland en el estado estadounidense de Tennessee. En el Censo de 2010 tenía una población de 6.989 habitantes y una densidad poblacional de 114,94 personas por km².

## Geografía
Fairfield Glade se encuentra ubicado en las coordenadas 36°0′14″N 84°52′22″O / 36.00389, -84.87278. Según la Oficina del Censo de los Estados Unidos, Fairfield Glade tiene una superficie total de 60.81 km², de la cual 58.86 km² corresponden a tierra firme y (3.19%) 1.94 km² es agua.

## Demografía
Según el censo de 2010, había 6.989 personas residiendo en Fairfield Glade. La densidad de población era de 114,94 hab./km². De los 6.989 habitantes, Fairfield Glade estaba compuesto por el 98.18% blancos, el 0.54% eran afroamericanos, el 0.07% eran amerindios, el 0.26% eran asiáticos, el 0.03% eran isleños del Pacífico, el 0.33% eran de otras razas y el 0.59% pertenecían a dos o más razas. Del total de la población el 0.99% eran hispanos o latinos de cualquier raza.